# Пиетрапертоза
Пиетраперто̀за (на италиански: Pietrapertosa) е село и община в Южна Италия, провинция Потенца, регион Базиликата. Разположено е на 1088 m надморска височина. Населението на общината е 1087 души (към 2012 г.).